# Ambroise Kotamba Djoliba
Ambroise Kotamba Djoliba (ur. 1938 w Siou, zm. 15 marca 2024) – togijski duchowny rzymskokatolicki, w latach 1993–2016 biskup Sokodé.

## Życiorys
Święcenia kapłańskie przyjął 11 kwietnia 1966. 5 kwietnia 1993 został prekonizowany biskupem Sokodé. Sakrę biskupią otrzymał 7 sierpnia 1993. 3 stycznia 2016 przeszedł na emeryturę.